# Пиритој
Пиритој (грч. Πειρίθοος) је у грчкој митологији био краљ Лапита, син Зевса и Иксионове супруге Дије.

## Митологија
Пиритој се помиње као јунак који је учествовао у кентауромахији, односно борби са кентаурима, заједно са Тезејем, Нестором, Дријантом и Кенејем. Њихова борба се завршила успехом и то баш на дан, када је Хиподамија, његова супруга, родила сина Полипета.
У каснијим предањима, он је Иксионов син и полубрат кентаура. На дан венчања Пиритоја и Хиподамије, кентаур Еурит (или Еуритон) опијен вином је напаствовао невесту. Тада су и други кентаури насрнули на лапитске жене и дечаке, али су их у томе спречили присутни јунаци и убили Еурита. По једној причи, кентауре је на овај чин навео бог рата Ареј, који је био увређен или због тога што му Пиритој није принео жртву или зато што га није позвао на своје венчање. По другој верзији, кентаури и Лапити су заподенули борбу око власти над једним делом земље којег Пиритој није желео да се одрекне.
Још пре него што се венчао Хиподамијом, Пиритој је желео да упозна Тезеја, о чијим подвизима је слушао. Да би га изазвао, украо му је говеда, али уместо да се потуку због тога, јунаци су изразили међусобно дивљење и постали верни пријатељи. Тада су се договорили да ће се обојица оженити Зевсовим кћерима и да ће један другом помоћи у томе. Тако је Тезеј успео да отме и ожени Хелену, кћер Зевса и Леде. Пиритој је одлучио да се ожени Персефоном, Хадовом супругом. Тезеј је прво покушао да одврати пријатеља од те намере, али је коначно пошао са њим у поземни свет. Хад их је дочекао љубазно и сместио пред богату трпезу, али када су сели остали су приковани за столице Лете. Када је Херакле сишао у поземље, успео је да ослободи само Тезеја. Пиритој је, као главни кривац, заједно са својим оцем Иксионом, морао вечито да трпи казну; иако постављен испред богате трпезе, није смео да је такне због најстарије фурије која ју је чувала.
Пиритој се у неким изворима помиње и као један од Аргонаута и ловаца на Калидонског вепра и као Тезејев помоћник при отмици Антиопе, амазонске краљице.

## Пириртој ууметности
Врло честа тема, како у монументалној, тако и у занатској уметности старе Грчке је кентауромахија. Ова тема је приказивана и у храмовима (Зевсовом у Олимпији и Аполоновом у Фигалији).